# III. Richárd angol király
III. Richárd (Fotheringhay, 1452. október 2. – Market Bosworth, 1485. augusztus 22.) angol király, az utolsó York-, egyben Plantagenet-házi uralkodó. Alakját William Shakespeare történelmi drámái, a VI. Henrik és folytatása, a III. Richárd tették hírhedtté.
Bátyja, IV. Eduárd 1461-es megkoronázását követően, Gloucester hercegévé nevezte ki. A király huszonkét éves uralkodása alatt a legnagyobb hatalmú alattvalóvá nőtte ki magát. Mielőtt IV. Eduárd 1483-ban meghalt, Richárdot nevezte ki lordprotektorrá (régenssé) kiskorú fia, V. Eduárd mellé. Nem sokkal később azonban azt állította, hogy a néhai király bigámiát követett el, így fiai törvénytelenek, így ő maga volt az egyedüli örökös.
Richárd uralkodása két évig tartott; távoli rokona, Tudor Henrik taszította le a trónról. A bosworthi ütközetben több főnemes magára hagyta, egy pedig az ellenfél oldalán szállt harcba. Richárd volt az utolsó angol király, aki csatában vesztette életét. Hagyományosan halálával számítják Angliában a középkor végét.

## Élete

### Gyermekkora
Plantagenet Richárd yorki herceg és Cecily Neville a felnőttkort megért hetedik, utolsó gyermeke volt. Apja, korának egyik legnagyobb hatalmú főnemese, mivel nem helyeselte a király, VI. Henrik intézkedéseit, először az uralkodó tanácsadóinak leváltását követelte, később trónkövetelőként lépett fel Henrikkel szemben. A koronáért vívott háború (amely később rózsák háborúja néven került a köztudatba) Richárd egész életét meghatározta. 1459 októberében, a Ludford Bridge-i csata után a királypárti erők anyjával és testvéreivel együtt foglyul ejtették, majd a hercegné nővérének gondnoksága alá helyezték; egy évvel később, 1460. december 30-án apja és Edmund nevű bátyja életét vesztette a wakefieldi ütközetben. A hercegné, hogy biztonságban tudhassa két kiskorú fiát, a tizenegy éves Györgyöt és a nyolcéves Richárdot, Németalföldre küldte őket.
A fiúk a következő év tavaszán térhettek vissza, miután bátyjuk, Eduárd, a towtoni csatát megnyerte, VI. Henriket elűzte, és IV. Eduárd néven trónra lépett. A korona várományosaiként hercegi címet, hivatalokat és birtokokat kaptak, valamint a Térdszalagrend lovagjává avatták őket. Richárd Gloucester hercege lett, valamint az angol, ír és aquitániai haditengerészet főparancsnoka (Lord High Admiral). Ezután unokatestvére, Richard Neville, Warwick grófja middlehami háztartásába került, ahol főnemeshez méltó nevelést kapott. Egyes források szerint 1461-től 1465-ig élt Middlehamban; mások az 1465-1468/9 közötti periódust jelölik meg.

### Az 1469-es lázadás és Eduárd második uralma

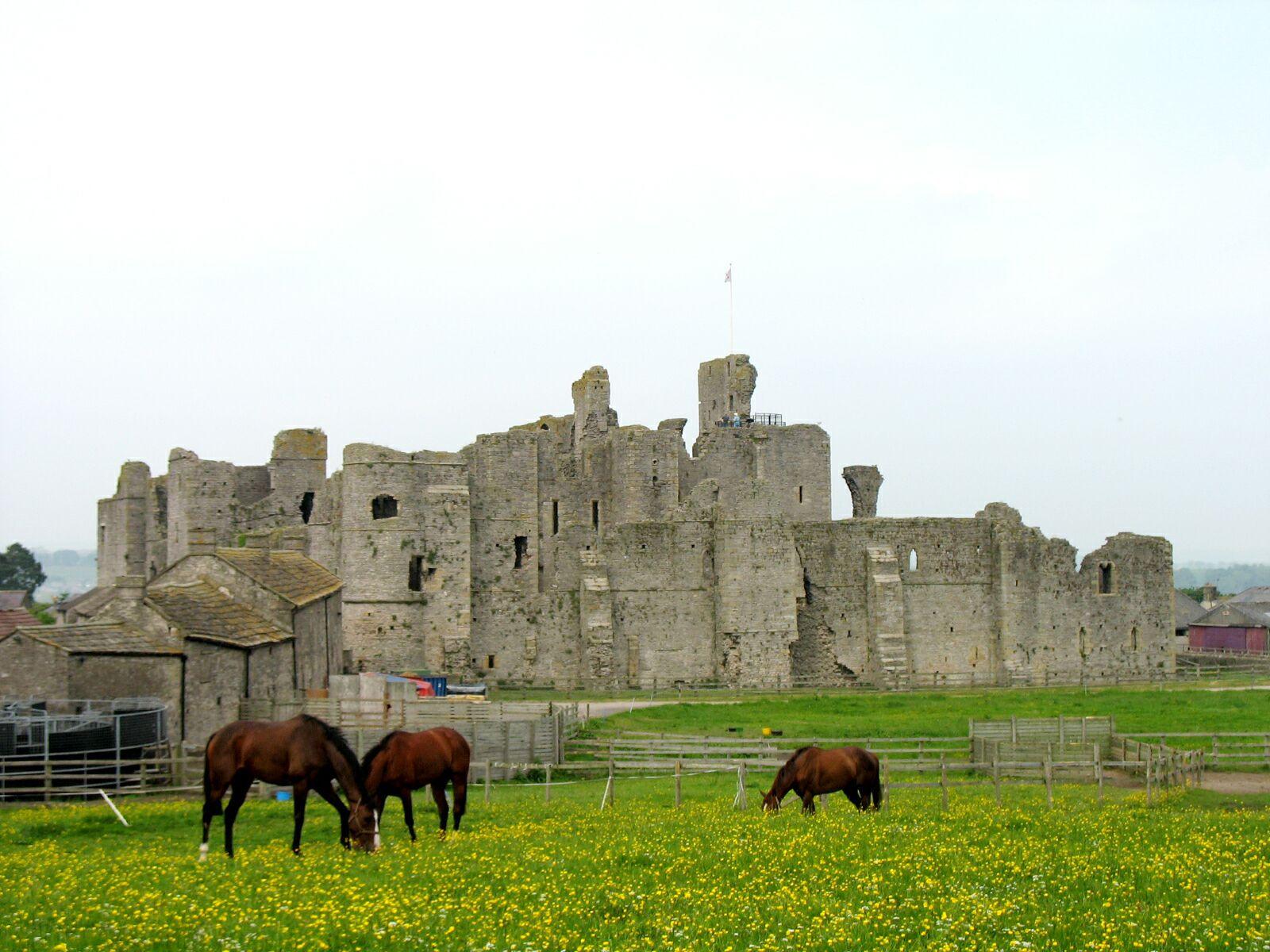
A middlehami kastély napjainkban

Mindeközben Eduárd fokozatosan elidegenedett legfőbb szövetségesétől, Warwicktól, és öccsétől, Györgytől, akik végül 1469-ben fellázadtak ellene; a zendülés híre júniusban, egy zarándoklaton érte a királyt és Richárdot. Decemberben Walesben is zavargások törtek ki; Eduárd Richárdot jelölte ki a rend visszaállítására – ez volt a tizenhét éves herceg első önálló katonai feladata. A következő év októberére a király öccsével együtt száműzetésbe kényszerült, a Burgundi Hercegséghez tartozó Németalföldön leltek menedéket (nővérük, Margit, 1468 óta a herceg, Merész Károly felesége volt); a lázadók eközben Henriket visszahelyezték az angol trónra.
Eduárd, Richárd és csapataik 1471. március 14-én értek partot; az április 11-i barneti és a május 4-i tewkesburyi csatában döntő győzelmet arattak Henrik támogatóinak erői felett. György időközben visszapártolt testvéreihez és az ő oldalukon szállt harcba. Richárd az előbbi ütközetben a jobbszárnyat, az utóbbi összecsapásban az előhadat vezette; Barnetnél könnyebben meg is sérült. Az ellenpárt gyakorlatilag kihalt: Warwick a barneti csatában esett el, a trónörököst, Eduárd herceget (Henrik fiát) a tewkesburyi ütközet után fejezték le; Henrik, aki a Towerben raboskodott, májusban vesztette életét.
A harcokat követően Richárd északon rendezkedett be, és hamarosan Anglia leggazdagabb és legnagyobb hatalmú főnemese lett. Eduárd főkamarássá (Great Chamberlain) és a nyugati skót határ menti területek helytartójává (Warden of the West Marches) nevezte ki. 1483-ig ritkán hagyta el Észak-Angliát, ahol, különösen York városában, nagy népszerűségnek örvendett. Részt vett Eduárd franciaországi hadjáratában 1475 nyarán, 210 fős sereggel képviseltetve magát, és jelen volt az 1478-as parlamentben, amely halálra ítélte Györgyöt felségárulásért. 1482 nyarán Skóciába vezetett hadjáratot, aminek során visszafoglalta az 1461 óta az országhoz tartozó Berwick-upon-Tweedet – a város Anglia része azóta is.

### Útja a trónig
1483. április 9-én Eduárd meghalt; fia, Eduárd, a walesi herceg, mindössze tizenkét éves volt és Ludlow-ban nevelkedett anyai nagybátyjánál, Rivers grófjánál. Eduárd végakaratában Richárdot nevezte meg régensnek, míg fia eléri a nagykorúságot. Az anyakirályné, Erzsébet azonban nem értesítette őt a király haláláról. Fiával, Richard Greyjel a fiatal Eduárdért küldetett abban a reményben, hogy a fiút még Richárd régenssé avatása előtt megkoronázhatják, meggátolva a herceget abban, hogy Anglia tényleges uralkodója legyen. Richárdot feltehetőleg a lordkamarás, William Hastings tájékoztatta az eseményekről. A herceg elhagyta Észak-Angliát, Stony Stratfordnál utolérte a királyt és kíséretét, foglyul ejtette Riverst, Greyt, valamint Eduárd kamarását, Thomas Vaughant. A hír hallatára az anyakirályné a Westminster-apátságban keresett menedéket gyermekeivel együtt.
A menet június 4-én, a koronázásra eredetileg kitűzött napon érkezett meg Londonba; az eseményt június 22-re halasztották, és Eduárdot a Towerben szállásolták el (amely a koronázásra váró királyok szokásos lakhelye volt). Június 13-án, a királyi tanács Tower-beli ülésén Richárd arra hivatkozva, hogy a Woodwille-ekkel, a királyné rokonaival szövetkezve az életére törnek, őrizetbe vétette Hastingset, a yorki és az elyi püspököt, Thomas Stanleyt, Derby grófját, Jane Shore-t (Hastings és a királyné fia, Thomas Grey szeretőjét, aki hírvivőként működhetett közre a feltételezett összeesküvésben), valamint két közembert. Hastingset még aznap ki is végeztette, anélkül, hogy bíróság elé állíttatta volna. Mivel ellenszegültek Eduárd végakaratának, június 25-én Pontefractben lefejeztette Riverst, Greyt és Vaughant.
Június 22-én a koronázás ismét meghiúsult. Időközben Robert Stillington, Bath és Wells püspöke Richárd tudomására adta, hogy Eduárd, mielőtt Erzsébetet feleségül vette volna, házasságot ígért egy Eleanor Talbot nevű hölgynek. Igaz, hogy Eleanor már a fiatal Eduárd születése előtt meghalt, a kor törvényei szerint a házassági ígéret házasságnak számított, a második, tényleges házasság így érvénytelennek, a belőle származó utódok pedig fattyúnak.  Június 22-én egy, a Szent Pál katedrális mellett tartott prédikációban kinyilvánították Eduárd bigámiájának és a fiatal Eduárd törvénytelenségének tényét. Ezt követően London polgárai kérvényt adtak be Richárdhoz, hogy töltse be a királyi posztot; Richárd június 26-án elfogadta a felkérést. Július 6-án koronázták meg a Westminster-apátságban.
Eduárd és öccse, Richárd, aki június 16-án anyját és a menedéket elhagyva csatlakozott bátyjához a Towerbe, egyre kevesebbet mutatkozott; nyár végére végleg eltűntek. Máig sincs elfogadott álláspont arra vonatkozóan, hogy meggyilkolták-e őket, és ha igen, ki tette. Stillington állításának valóságtartalma is erősen vitatott. A feltételezett házassági ígérettel kapcsolatban nem maradt fenn írásos bizonyíték, így nem dönthető el egyértelműen, jogos volt-e V. Eduárd félreállítása.

### Utolsó évei

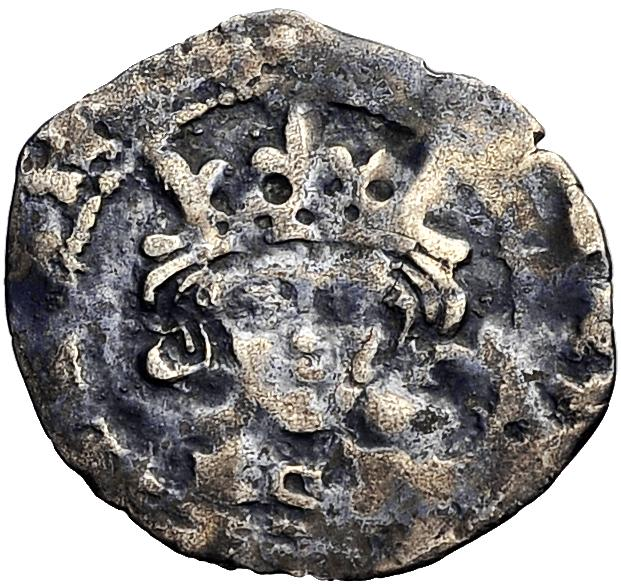
Pénzérme Richárd arcmásával

Richárd uralkodása kezdetétől súlyos gondokkal küzdött. 1483 szeptemberében korábbi szövetségese, Henry Stafford, Buckingham hercege, más nemesekkel együtt fellázadt ellene.  Buckingham szándéka az volt, hogy leváltja Richárdot, és VI. Henrik unokaöccsét, a Bretagne-ban száműzetésben élő Tudor Henriket ülteti a helyére. A felkelést a bretonok is támogatták, abban a reményben, hogy Angliával szövetséget köthetnek. Tervük azonban a rossz időjárás miatt meghiúsult. Buckingham serege szétszóródott; a herceg álruhában próbált meg elmenekülni, de a fejére kitűzött vérdíjért egyik embere Richárd kezére adta és november 2-án Salisburyben lefejezték.
Tudor Henrik november 12-én megpróbált partra szállni, de a vihar miatt kudarcot vallott. 1483 karácsonyán bejelentette, hogy feleségül veszi IV. Eduárd lányát, Erzsébetet. Miután Richárd katonai támogatást ígért a bretonoknak a franciákkal szemben a kiadatásáért cserébe, Tudor Franciaországba szökött, ahol szintén támogatókra talált. 1485. augusztus 7-én, a walesi Milford Havennél végül partra szállt. Richárd és Henrik seregei 1485. augusztus 22-én, a Market Bosworth-tól délre eső mezőn csaptak össze. A király hada körülbelül 10 000, a trónkövetelőé mintegy 5000 főt számlált. Szintén Richárd oldalán harcolhattak volna Thomas és William Stanley emberei (további 6000 fő), de a két főnemes közvetlenül a csata előtt megtagadta a hadba lépést (Thomas Stanley Tudor Henrik nevelőapja volt).
A király serege az akkoriban szokásos rendben állt fel: az előhadat, ami többnyire lándzsásokból és íjászokból állt, John Howard, Norfolk hercege vezette; a Richárd irányította gyalogság középen, a Henry Percy, Northumberland hercege által vezérelt nehézlovasság hátul foglalt helyet. Henry Tudor csapata ezzel szemben egy tömbben maradt, és áttörte Norfolk vonalát. Howard elesett, halálhíre félelmet keltett a király seregében, ráadásul úgy tűnt, Northumberland is távol marad az ütközettől. Richárd kétségbeesett lépésre szánta el magát: legközelebbi embereit maga mellé véve támadást intézett Tudor ellen; leszúrta zászlóvivőjét, William Brandont, és egészen közel került ahhoz, hogy Tudorral is leszámoljon. Ekkor azonban William Stanley is hadba szállt – hogy a trónkövetelő segítségére siessen; emberei körülvették, majd megölték Richárdot. A király utolsó szavai állítólag ezek voltak: „árulás, árulás, árulás!” Halálának hírére serege szétszóródott.
A győztes Henry Tudor (akkor már VII. Henrik) Leicesterbe szállította Richárd holttestét, és – valószínűleg a Newarke, más néven az Annunciation of Mary the Virgin templomban – két napra kiállíttatta, hogy bárki megbizonyosodhasson a király haláláról. Később átszállíttatta a helyi ferences kolostorba (Greyfriars) és ott eltemettette, 1495-ben pedig 50 fontot fizetett egy márvány-alabástrom emlékmű állítására a sír fölé. Amikor azonban Henrik fia, VIII. Henrik elszakadt a katolikus egyháztól, 1536 és 1541 között feldúlta a kolostorokat, így a Greyfriarst is. Richárd sírjának pontos helye a következő csaknem ötszáz évre a feledés homályába merült. Egyes vélemények szerint a maradványokat a Soar folyóba vetették, míg mások valószínűsítették, hogy a test eredeti helyén maradt. Ez utóbbi feltételezések adtak alapot a Richárd utáni régészeti kutatás megkezdésére 2011-ben.
2013-ban bebizonyosodott, hogy egy leicesteri parkoló aszfaltja alatt (ahol az 1700-as évekig egy kolostor állt) III. Richárd csontvázát találták meg.

## Magánélete

### Családja

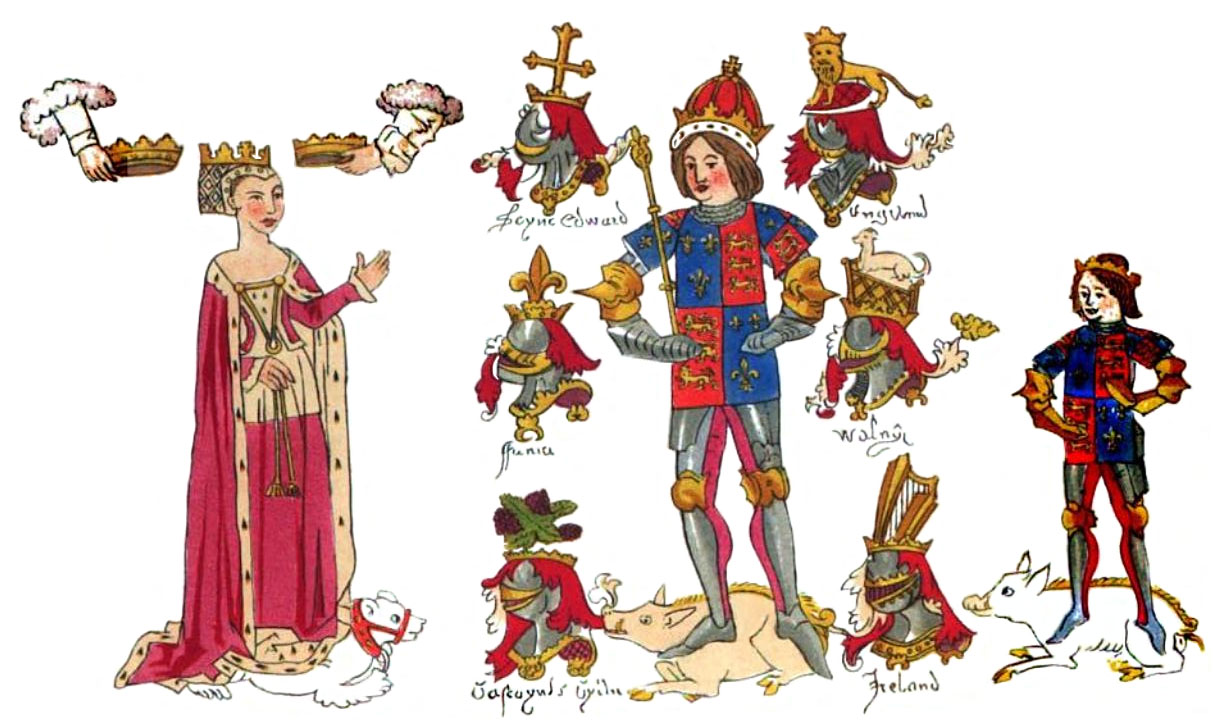
A király és családja (egykorú ábrázolás)

Felesége Neville Anna volt, Richard Neville-nek, Warwick 16. grófjának fiatalabbik lánya. Richárd és Anna gyermekkoruktól kezdve ismerték egymást, mivel a herceg Warwick háztartásában nevelkedett. Mindemellett közeli rokonságban álltak egymással: Richárd és Warwick unokatestvérek voltak, továbbá Anna nővérét, Isabelle-t Richárd fiatalabbik bátyja, György vette feleségül. Mindamellett Anna VI. Henrik király fiának, Eduárd walesi hercegnek a felesége volt 1470 július 25-től a herceg haláláig (ebben az időben a rokonok házastársai is vérrokonnak számítottak). Ezért a párnak pápai diszpenzációra volt szüksége, amit azonban csak részben kaptak meg. Ennek ellenére 1472. július 12-én összeházasodtak. Keveset éltek együtt: Anna a maga háztartását vezette, míg Richárd a skót határon teljesített szolgálatot.
Egyetlen gyermekük, Eduárd, 1473 és 1478 között (feltehetőleg 1476-1477 körül) született Middlehamben. Richárd koronázását követően, 1483. augusztus 24-én walesi herceggé avatták, 1484 januárjában pedig trónörökössé. Nem sokkal később, az év márciusában vagy áprilisában meghalt, feltehetőleg tuberkulózisban. Valószínűleg Sheriff Hutton-ben vagy Middlehamben temették el.
A királyi párt összetörte egyetlen fiuk halála. Anna egy évvel később, 1485. március 16-án halt meg, valószínűleg szintén tuberkulózisban. Egyes korabeli vélekedések szerint Richárd mérgezte meg – ezt a király nyilvánosan tagadta. Nem sokkal később tárgyalásokat kezdeményezett II. János portugál királlyal egy lehetséges kettős házasság érdekében: Richárd János nővérét, Johannát vette volna feleségül, János unokatestvére, Mánuel pedig IV. Eduárd lányát, Yorki Erzsébetet. A frigy hasonló érdeket szolgált volna, mint Erzsébet végül Tudor Henrikkel kötött házassága: a Plantagenet-dinasztia két rivális ágának egyesítését. Johanna és Mánuel az angol királyi családnak ugyanabból az ágából származott, mint Tudor (ráadásul törvényesen, ami a trónkövetelőről nem volt elmondható). A terv azonban meghiúsult a bosworthi csata miatt.

### Házasságon kívül született gyermekei
Richárdnak két elismert törvénytelen gyermeke volt, John és Katherine.
John Pontefractben született, Richárd 1483 szeptemberében lovaggá ütötte, 1485. március 11-én pedig Calais kapitányává nevezte ki. Megérte VII. Henrik uralmát; a király 1486-tól 20 font évjáradékot folyósított neki. 1491-ben ennek ellenére feltehetőleg kivégezték. Katherine életéből kevesebb részlet ismert: 1484 márciusa és májusa között Richárd férjhez adta Huntingdon grófjához, William Herberthez, az esküvő teljes költségét állva. Katherine minden bizonnyal 1487. november 25-e előtt meghalt, mivel a VII. Henrik felesége, Yorki Erzsébet koronázásán részt vevő Huntingdont özvegyként említik.
Szintén kétséges a két gyermek anyjának személyazonossága; lehetséges, hogy egy hölgyről van szó, de nem zárható ki az ellenkezője sem. Michael Hicks és Josephine Wilkinson szerint Katherine anyja Katherine Haute volt, IV. Eduárd feleségének, Erzsébet királynénak a távoli rokona, akinek Richárd 1477-től 100 shilling évjáradékot folyósított. Ugyanezek a szerzők John anyjaként a Pontefractban élő Alice Burgh-öt nevezik meg, akit Richárd 1471 áprilisában, 1473 októberében és 1474 márciusában is meglátogatott, és 1474. március 1-jén „bizonyos különleges okok és meggondolások” következtében élete végéig 20 font évjáradékban részesített.
Lehetséges, hogy Richárdnak egy harmadik házasságon kívül született gyermeke is volt, akit azonban nyilvánosan nem ismert el. Az ő életéről az egyetlen fennmaradt dokumentum az eastwelli regiszter egyik 1550-es bejegyzése, amely „Rychard Plantagenet” temetéséről tesz említést.

## Közéleti tevékenysége

Aláírása

Gloucester hercegeként Richárd pártfogolta az egyházi és oktatási intézményeket. 1478-ban káptalani rangra emelte a middlehami és a Barnard Castle-i templomokat. Feleségével együtt a cambridge-i King’s és Queens’ College patrónusai voltak; 1477-ben és már királyi párként, 1484-ben földeket adományoztak az utóbbinak.
Szintén Richárd alapította 1483-ban a Court of Requestet (Kérelmi Bíróság), ahol a szegények fellebbezhettek az őket ért jogtalanságok ellen; 1484-ben pedig a Council of the North-ot (Északi Tanács), ami hercegi tanácsának utódja volt és az Anglia északi területein jelen levő állapotokon próbált javítani a délről kormányzott országban, valamint a College of Armst (Címertani Kollégium). A Council of the North 1641-ig, a Court of Requests 1642-ig működött, a College of Arms pedig még ma is létező intézmény.

### Parlamentje
Richárd uralkodásának jelentős eseménye volt az 1484. január 23. és február 22. között a Westminster-apátságban tartott parlament. A nyitást eredetileg 1483. november 11-re tűzték ki, de a Buckingham-lázadás miatt el kellett halasztaniuk. A parlament 33 törvényt fogadott el, ebből 15 nyilvános, 18 magánjellegű volt. Ezek a törvények voltak az első angol nyelven kiadottak, és lehetséges, hogy egyben az első nyomtatásban megjelentek is. Richárd egyébként is pártfogolta az angol hivatalos nyelvként való használatát: koronázási esküjét angolul mondta, valamint elrendelte, hogy a korábbi, latin és francia nyelvű törvényeket is fordítsák le. A Court of Requests beadványait szintén a nép nyelvén fogalmazták meg.
A privát törvények egy része a Buckingham-felkelésben résztvevők vagyonelkobzásáról szólt, mások öröklődéssel voltak kapcsolatosak, vagy magánszemélyeknek, egyes településeknek kedveztek. Jelentőségében kiemelkedő közülük a Titulus Regius (A király jogcíme), amely IV. Eduárd bigámiájának és gyermekei törvénytelenségének tényét tartalmazva legitimizálta Richárdot mint uralkodót. A bosworthi csatából győztesen kikerülő Tudor Henrik, mihelyt VII. Henrik néven trónra lépett, érvénytelenítette a Titulus Regiust és elrendelte minden példányának megsemmisítését; ennek ellenére a dokumentum egy példánya mégis fennmaradt.
A publikus törvények többnyire a tulajdonjoggal, az igazságszolgáltatással és a kereskedelemmel voltak kapcsolatosak.
1. Egyes birtokosok földjeik eladása során elhallgatták, hogy annak egy részét már korábban értékesítették; az első törvény ezt a gyakorlatot szüntette meg.
2. A második törvény eltörölte a benevolenciát, amely egyfajta, a parlament által nem elfogadott adó volt, IV. Eduárd vezette be, és szüksége szerint vetette ki a népre.
3. Szokásban volt, hogy az egyes bűncselekmények feltételezett elkövetőit még az ítélet előtt bebörtönözték, illetve megfosztották javaiktól; a harmadik törvény ennek vetett véget: a gyanúsítottakat óvadék ellenében szabadon bocsátották és csak akkor kellett börtönbe menniük, ha valóban bűnösnek találták őket.
4. A negyedik törvény előírta, hogy az esküdtszékek tagjainak 20 shillinget érő birtokot vagy 26 shilling 8 pennyt érő hosszú lejáratú bérletet kell ajándékozni szolgálataikért; ettől azt várták, hogy az esküdtek kevésbé lesznek megvesztegethetők.
5. Az ötödik törvény biztosíték volt afelől, hogy a király jogait az első törvény nem befolyásolja.
6. A hatodik törvény a vásárok idejére, az azokkal kapcsolatban felmerülő vitás ügyek rendezésére összehívott bíróságok jogait korlátozta; erre azért volt szükség, mert IV. Eduárd egyik korábbi parlamentjén ezek a bíróságok hatalmat kaptak arra, hogy olyan ügyekben is ítéletet hozzanak, amiknek a vásárokhoz semmi közük nem volt, és ez visszaélésekhez vezetett.
7. A hetedik törvény azt írta elő, hogy a birtokok átruházását hirdessék ki; ez az első törvényhez hasonlóan a többszörös földtranszfert akadályozta meg.
8. A nyolcadik törvény az áruba bocsátható ruhaanyagok hosszát, szélességét, színét, stb. határozta meg – később, szigorúsága miatt visszavonták.
9. A kilencedik törvényben a külföldi, főként az itáliai kereskedők működési feltételei szerepeltek; a hazai ipar védelmében a parlament korlátozta az exportot és az importot, viszont a könyvkereskedelem és a nyomtatás mentesült a megszorítások alól.
10. A tizedik törvény néhány árucikk behozatalát tiltotta meg.
11. A tizenegyedik törvény kötelezte az itáliai kereskedőket, hogy minden hordó malváziaborral együtt tíz íj elkészítéséhez elegendő faanyagot importáljanak.
12. A tizenkettedik törvény a külföldiek számára korlátozta a nem angol származású munkaerő alkalmazását.
13. A tizenharmadik törvény meghatározta a boros- és olajoshordók méretét.
14. A tizennegyedik törvény előírta, hogy a kincstár azon emberei, akik az egyházi tizedet szedik, mások ügyével ne foglalkozzanak.
15. A tizenötödik törvény értelmében Erzsébet királynénak azokat a birtokokat, amiket IV. Eduárd feleségeként kapott, vissza kellett szolgáltatnia, így is hangsúlyozva a házasság törvénytelen voltát.

## Régészeti kutatás és Richárd földi maradványainak felfedezése
2012. augusztus 25-én, Richárd temetésének 527-ik évfordulóján a University of Leicester a Leicester City Council és a Richard III Society közreműködésével archeológiai kutatást indított a néhai király maradványai után a volt ferences apátság területén. A földdarabot, amelyen a 16. század derekán elpusztított Greyfriars állt, az 1700-as évek első felében felparcellázták; egy részén ma a városi tanács parkolója foglal helyet – itt kezdődtek meg az ásatások. A régészek három, körülbelül 30 m hosszú, 1,5 m mély észak-déli irányú árkot ástak, annak reményében, hogy ráakadnak az apátság egykor kelet-nyugati irányban húzódó falaira. Augusztus 28-án valóban találtak fal-, három nappal később pedig ablakkeret-, ablaküveg- és padlócsempemaradványokat, amelyek a kerengő részei lehettek.
Szeptember 7-én a kutatócsoport az egykori leicesteri polgármester, Robert Herrick kertjének nyomaira bukkant. Herrick háza a 17. században állt a Greyfriars területén; a polgármestert egyszer a neves építész, Christopher Wren is meglátogatta, aki egy, a kerben álló kőoszlopról számolt be, amelyen az „Itt nyugszik III. Richárd, Anglia egykori királya” felirat állt. Szeptember 10-én az eredetileg kéthetesre tervezett ásatás időtartamát egy héttel meghosszabbították.
Két nappal később, szeptember 12-én emberi maradványokat találtak, amelyek két különböző személyhez tartoztak. Az egyik, szétszórt csontváz egy nőé lehetett, a másik, amely egy felnőtt férfié volt, jó állapotban megmaradt. A kutatók, a csontok öt lényeges jellemzőjét figyelembe véve valószínűsítették, hogy azok Richárd maradványai:
1. A maradványok – egy teljes csontváz – valószínűleg egy felnőtt férfi csontjai.
2. A csontváz arról a területről került elő, ahol feltehetőleg a szentély állt – ahová a feljegyzések szerint a királyt temették.
3. A koponya hátsó részén komoly sérülés látható, amit egy éles tárggyal történő ütközés okozhatott.
4. A gerinc felsőtesti részén, a csigolyák közé egy nyílhegy ékelődött.
5. A csontváz tulajdonosának gerincbántalmai voltak – feltehetőleg gerincferdülés; emiatt a jobb váll magasabban helyezkedett el a balnál, de ez nem egyenlő a helytelenül „púposságnak” nevezett kifózissal.[36]

A csontokat az ásatás végeztével genetikai vizsgálatnak vetették alá. Az állkapocsból izolálták a személy mitokondriális DNS-ét, és összevetették egy ismert rokonéval. A mitokondriális DNS anyai ágon öröklődik, így azt Richárd családjának női tagjai gyakorlatilag változatlan formában továbbadhatták. A kutatás egyik résztvevője, John Ashdown-Hill történész nem sokkal az ásatás megkezdése előtt talált rá a király legidősebb nővérének, Annának egy leszármazottjára, a kanadai Michael Ibsenre, akitől nyálmintát vettek.
A DNS-analízis és a kapcsolódó vizsgálatok eredményei alapján bebizonyították és  2013. február 4-én bejelentették, hogy a király holttestét találták meg.

## Címei, kinevezései, címere

### Fontosabb címek, kinevezések
Röviddel királlyá koronázása után, 1461. november 1-jén IV. Eduárd Gloucester hercegévé nevezte ki. Eduárd halálát követően, 1483. április 30-án Anglia Lord Protectora, vagyis régense lett. Mindkét hivatalt 1483. június 26-ig viselte, amikor elfogadta a londoni polgárok felkérését, hogy király legyen. Hivatalos címe ettől kezdve Isten kegyelméből Anglia és Franciaország királya és Írország ura (Dei Gracia Rex Angliae et Franciae et Dominus Hiberniae) volt, egészen 1485. augusztus 22-én bekövetkezett haláláig.

### Címere
Gloucester hercegeként és királyként is a királyság címerpajzsát használta: négyelt pajzs, amelynek első és negyedik mezője vörös színű három jobbra tartó arany oroszlánnal (Anglia címere), második és harmadik pedig kék színű három arany liliommal (Franciaország címere). A hercegként használt változat megkülönböztető eleme háromágú ezüst tornagallér vagy háromosztatú szalag; az egyes ágak hermelinborításúak, vörös telekkel.
Királyi címerében a pajzsot a Térdszalagrend kék öve veszi körül és két fehér vadkan tartja. A fehér vadkan volt Richárd címerállata. Feltehetőleg egy szójáték kapcsán választotta: apja York hercege volt, és a várost a római időkben Eboracumnak nevezték, Ebornak rövidítve, a vaddisznó angol neve pedig boar. A két pajzstartó zöld halmon áll, amin fehér rózsa látható; a fehér rózsa York városának szimbóluma.
A címert gyakran kiegészítik Richárd mottójával – „Loyaulte me lie” (a hűség köt engem).
|  |  |  |

## Fordítás
- Ez a szócikk részben vagy egészben  a   Richard III of England című angol Wikipédia-szócikk ezen változatának fordításán alapul.  Az eredeti cikk szerkesztőit annak laptörténete sorolja fel. Ez a jelzés csupán a megfogalmazás eredetét és a szerzői jogokat jelzi, nem szolgál a cikkben szereplő információk forrásmegjelöléseként.